# Make Them Suffer
|  | Denne artikel er oprettet af botten Steenthbot ud fra en ekstern database. Den kan derfor have sproglige fejl eller mangler. Denne skabelon kan fjernes efter kontrol af indholdet. |

Make Them Suffer er en dansk kortfilm fra 2011 instrueret af Kasper Juhl.

## Medvirkende
- Malik Breuer Bistrup, Ulrik the Killer
- Sanne Oskjær Christiansen, Signe
- Nickolai Jensen, Mikkel
- Freye Lærke Jepsen, Tortured Girl
- Lasse Wennerholm Linding, Tortured Guy
- Kasper Juhl, Jakob the Killer